# Rovina (Hlásná Třebaň)
Rovina je vesnice, část obce Hlásná Třebaň v okrese Beroun ve Středočeském kraji. Nachází se asi 2,6 kilometru východně od Hlásné Třebaně. Prochází tudy silnice II/116. Na jihu vesnice protéká řeka Berounka.

## Historie
Zmínky o místě Rovina nacházíme již v matrikách z roku 1770, kde se vyskytují domy v dnešních ulicích Na Návsi a K Rokli. Existenci domů v ulici V Rokli potvrzuje též mapa z roku 1781, která však nezmiňuje domy na návsi. Na mapě z roku 1840 je zakresleno již 18 domů a uměle vytvořená vodní nádrž. V příručním adresáři Čech z roku 1850 jsou Rovina zapsaná jako místní část obce Hlásná Třebaň.

## Obyvatelstvo
| Rok            | 1869 | 1880 | 1890 | 1900 | 1910 | 1921 | 1930 | 1950 | 1961 | 1970 | 1980 | 1991 | 2001 | 2011 | 2021 |
| -------------- | ---- | ---- | ---- | ---- | ---- | ---- | ---- | ---- | ---- | ---- | ---- | ---- | ---- | ---- | ---- |
| Počet obyvatel | 113  | 141  | 125  | 123  | 123  | 0    | 108  | 0    | 140  | 127  | 118  | 108  | 128  | 262  | 363  |
| Počet domů     | 20   | 20   | 22   | 22   | 23   | 23   | 26   | 0    | 0    | 35   | 39   | 42   | 51   | 84   | 123  |

## Obecní správa
Při sčítání lidu v letech 1850–1879 Rovina byla osadou obce Zadní Třebaň v okrese Hořovice. V letech 1880–1899 byla osadou obce Hlásná Třebaň v okrese Hořovice. V následujícím období byla osada úředně zrušena a jako část obce Hlásná Třebaň byla obnovena roku 1960 v okrese Beroun.